# Satchelliella sandaliae
Satchelliella sandaliae är en tvåvingeart som beskrevs av Salamanna 1983. Satchelliella sandaliae ingår i släktet Satchelliella och familjen fjärilsmyggor. Inga underarter finns listade i Catalogue of Life.